# Luca Fancelli
Luca Fancelli (1430 — 1494) foi um arquiteto e escultor no tempo da renascença italiana.

## Biografia
Luca Fancelli nasceu por volta de 1430 em Settignano e morreu em 1494 em Florença na Itália.